# Berta de Laon
Berta de Laon o Bertrada de Laon, tradicionalment anomenada Berta del Peu Gran, nascuda cap al 720, morta el 12 de juliol del 783 a Choisy prop de Compiègne, fou una aristòcrata franca de l'època carolíngia, esposa de Pipí I el Breu i mare de Carlemany.

## El malnom de «Berta del Peu Gran»
Està testificat al segle xiii pel poema d'Adenet le Roi, Le roumans de Berte aus grands piés.
L'origen podria ser que Bertrade hagués patit una deformació al peu, encara que això no sigui evocat en Li roumans..., però és possible que es tracti de la represa d'una llegenda antiga lligada a una deessa germànica, Perchta, que també ha estat atribuïda a altres reines reals o fictícies de nom Berta, a diverses santes cristianes, i a la mítica reina Pedàuca.

## Biografia

### Orígens familiars
Era la filla del comte Caribert de Laon, la mare del qual, Bertrada de Prüm, cofundadora del monestir de Prüm, era potser la filla del rei merovingi Teodoric III, i el pare estava probablement emparentat amb els Hugobèrtides. La mare de Bertrada no és coneguda amb certesa, però hom està d'acord per raons onomàstiques sobre el fet que es podria dir Gisela.

### El seu matrimoni amb Pipí
El matrimoni de Bertrade amb Pipí presenta un cert nombre de problemes.
La documentació contemporània, estudiada per l'historiador Léon Levillain (1870-1952), represa després per Christian Settipani el 1983, cita a Bertrada com a única esposa de Pipí I el Breu. Certs escrits indiquen, no obstant, que Pipí havia estat casat abans amb Leutbúrgia o Leutberga de la qual hauria tingut cinc fills, totalment desconeguts d'altra banda. Aquesta llegenda de la primera esposa ve potser de Li Roumans de Berte aus grans piés, en que l'autor dona efectivament una primera esposa anomenada Leutbúrgia a Pipí.
La data del seu matrimoni ha estat subjecta a discussió. Els Annals de Prüm el mencionen el 743 o 744 i els Annales Bertiniani, escrits un centenar d'anys més tard, indiquen el 749. En qualsevol cas, Pipí no era llavors més que majordom de palau.
La data del naixement de Carlemany ha estat igualment objecte de discussió. Segons Eginhard, en la seva Vita Caroli, Carlemany tenia 72 anys a la seva defunció el 814. Però ha semblat als erudits que parafraseja la Vida Dels Dotze Césars de Suetoni, el que posa el seu testimoniatge com incert. El 755, un clergue irlandès del nom de Cathuulf recordava a Charlemagne que tot el clergat s'havia posat en oració perquè el rei i la reina tinguessin un fill: allò suposa un naixement per força legítim, perquè el clergat fes tal acció i diversos anys després del matrimoni. Els Annals Petaviani donen la data de 747, però precisen igualment que Carlemany va néixer després de la sortida del seu oncle Carloman cap a Roma, esdeveniment que va tenir lloc després del 15 d'agost del 747, ja que en aquesta data Carloman signa una carta a favor de l'abat Anglinus de Stavelot-Malmédy. A més, el 747, Pasqua cau el 2 d'abril i els cronistes no haurien faltat d'assenyalar aquesta coincidència. És per aquestes raons que el naixement de Carlemany probablement s'ha de datar el 2 d'abril del 748, i el matrimoni dels seus pares el 743 o 744.
Dona a llum Carloman el 751. L'any en què Pipí el Breu esdevingué rei dels Francs després de la deposició de l'últim rei merovingi Khilderic III. Fou coronada amb el seu marit a Soissons.
El juliol del 754, en el moment de la consagració del seu espòs a la Basílica de Saint-Denis, rep la benedicció del Papa Esteve II, així com de Carles i Carloman.
Dotada d'un caràcter dolç i afable, Berta fou molt activa durant el regnat del seu marit a qui donà sovint consells.
Tanmateix alguns anys més tard, Pipí I el Breu considerà de repudiar-la per raons no conegudes, però el papa s'hi va oposar. Segons Settipani, Pipí volia casar-se amb una dona anomenada Angla, filla de Teodrada.

### Després de la mort de Pipí (768)
Al morir Pipí, Carles i Carloman esdevingueren tots dos reis dels Francs; el regne fou compartit entre ells, conforme al costum franc. Bertrada s'esforça a guardar una certa influència sobre ells. Arregla sobretot el matrimoni el 770 de Carles amb Desiderata de Llombardia, però aquest la repudia el 771. Intenta igualment mantenir l'entesa entre els dos germans.
A la mort del seu germà el 771, Carles es va apoderar de les seves possessions en detriment dels seus nebots. Apartà llavors la seva mare, que se'n va anar de la cort i es va retirar a Choisy prop de Compiègne on va morir el 783. Fou enterrada a la basílica de Saint-Denis, prop de Pipí el Breu.

### Descendència
Del matrimoni de Pipí el Breu i de Bertrada de Laon van néixer:
- Carles, el futur Carlemany (742 o 748-814);
- Carloman I (751-771);
- Gisela (757-811), abadessa de Chelles;
- Pipí (756-762), mort amb 6 anys;
- Berta;
- Rotada (o Rotaida);
- Adelaida.

## Inspiració literària
Berthe va inspirar al trobador Adenet le Roi, que va escriure el 1270 Li Roumans de Berte aus grans piés. En aquest poema en alexandrins, es planteja una substitució en el moment del matrimoni de Pépin, que és enganyat i es casa amb una falsa reina, que s'assembla sorprenentment a la seva promesa Berta, princesa d'Hongria. Aquesta última és finalment reconeguda gràcies a la longitud dels seus peus.
"Berta del Peu Gran" és igualment citada a la "Balada de les senyores del temps d'abans" de François Villon, en la tercera estrofa:
La reine blanche comme lis,
Qui chantait à voix de sirène,
Berthe au grand pied, Biétris, Alis,
Haremburgis qui tint le Maine,
Et Jeanne la bonne Lorraine
Qu'Anglais brûlèrent à Rouen
Où sont-ils, Vierge Souveraine ?
Mais où sont les neiges d'antan ?